# Кёнигсфельд (Саксония)
Кёнигсфельд (нем. Königsfeld) — община в Германии, в земле Саксония. Подчиняется административному округу Хемниц. Входит в состав района Средняя Саксония. Подчиняется управлению Рохлиц. Население составляет 1521 человек (на 31 декабря 2013 года). Занимает площадь 28,29 км². Община подразделяется на 9 сельских округов: Кёнигсфельд, Лойпан, Лойтенхаин, Шварцбах, Вайсбах, Доберэнц, Хайде, Кётвицш, Штольсдорф.

## Население
| Год  | Численность | Численность |
| ---- | ----------- | ----------- |
| 2013 | 1521        |             |
| 2014 | 1527        | [ 4 ]       |
| 2017 | 1444        | [ 1 ]       |
| 2019 | 1425        | [ 5 ]       |
| 2021 | 1358        | [ 6 ]       |
| 2022 | 1356        | [ 7 ]       |
| 2023 | 1350        | [ 2 ]       |